# ヨハン・クリストフ・ペツェル
ヨハン・クリストフ・ペツェル（Johann Christoph Pezel, 1639年12月5日 - 1694年10月13日）は、ドイツの作曲家、ヴァイオリニスト、トランペット奏者。

## 生涯
グラーツ（現在のポーランド領クオーツコ）出身。1664年からライプツィヒ市にヴァイオリニストとして雇われ、1669年に都市楽師に昇格し、1672年にはコレギウム・ムジクムを創設した。しかし1675年と1679年にドレスデン市の音楽監督の募集に応募したものの採用されず、1677年にはライプツィヒのトーマスカントル就任にも失敗した。最終的に1681年にバウツェンの都市楽師に就任した。

## 音楽
作品は器楽曲が中心で多くの曲集を残しており、楽器と管弦楽法の発展に影響を与えた。形式はドイツの組曲の伝統を受け継いでおり、作風はイタリア様式とフランス様式の影響を受けている。

## 文献
- Grove's Dictionary of Music and Musicians vol. VI (1954)